# Кингсбери (Тексас)
Кингсбери (енгл. Kingsbury) насељено је место без административног статуса у америчкој савезној држави Тексас.

## Демографија
По попису из 2010. године број становника је 782, што је 130 (19,9%) становника више него 2000. године.
| Група             | 2000.       | 2010.       |
| Белци             | 544 (83,4%) | 608 (77,7%) |
| Афроамериканци    | 12 (1,8%)   | 10 (1,3%)   |
| Азијати           | 0 (0,0%)    | 8 (1,0%)    |
| Хиспаноамериканци | 89 (13,7%)  | 142 (18,2%) |
| Укупно            | 652         | 782         |